# Danaparoid
Danaparoid-Natrium, (Handelsname Orgaran®, Zulassungsinhaber: Viatris Healthcare GmbH) ist ein Arzneistoff aus der Gruppe der Heparinoide, der die Blutgerinnung – ähnlich wie Heparin – hemmt.
Er besteht aus einer Mischung von niedermolekularen sulfatierten Nicht-Heparin-Glykosaminoglykanen aus tierischer Darmmukosa. Die durchschnittliche molare Masse beträgt etwa 6 kDa.

## Zusammensetzung
Der Arzneistoff besteht aus Heparansulfat (Suleparoid-Natrium, ca. 84 %), Dermatansulfat (Natriumsalz von Chondroitinsulfat B, ca. 12 %) und zu einem kleinen Anteil Chondroitinsulfat (ca. 4 %).

Heparansulfat
Dermatansulfat
Chondroitinsulfat

Nur 4 % der Heparansulfatmoleküle besitzen eine hohe Bindungsaffinität zu Antithrombin III.

## Wirkungsweise
Die Einordnung in die ATC-Heparingruppe B09 ist irreführend: Obwohl Danaparoid, ähnlich wie Heparin, aus Schweinedarmmukosa gewonnen wird, enthält das Gemisch kein Heparin.
Danaparoid ist ein somit alternatives Antikoagulans für Situationen, in denen kein Heparin eingesetzt werden soll. Es hat einen dualen Wirkmechanismus: antithrombotisch und antiimmunogen (hemmt die Bildung bzw. löst die bestehenden Plättchenfaktor 4 / Heparinkomplexe).

## Anwendung
Gemäß der aktuellen Fachinformation (Stand April 2022) hat Danaparoid als einziges Präparat eine Zulassung für die Prophylaxe und die Therapie der heparin-induzierten Thrombozytopenie (HIT).
- Prophylaxe der tiefen Venenthrombose in Situationen, in denen Heparin nicht angewendet werden soll, einschließlich bei Patienten mit HIT.
- Behandlung von thromboembolischen Erkrankungen bei Patienten, die eine dringende parenterale Antikoagulation benötigen und entweder eine HIT haben oder in der Anamnese aufweisen.[2]

Die Dosierung und Länge der Behandlung richtet sich nach der Indikation (prophylaktisch oder therapeutisch). Bei bestätigter akuter HIT, auch bei mittlerem und hohem Verdacht auf HIT, wird Danaparoid in therapeutischer Dosierung angewendet. Die Substanz kann intravenös (IV) und subkutan (SC) gegeben werden. Die SC-Gabe vereinfacht die Therapie, die üblicherweise auf Normalstation erfolgen kann. Das Dosierungsschema ist einfach, ein Routinemonitoring von Gerinnungsfaktoren (anti-Xa Monitoring) ist selten notwendig. Weil Danaparoid die INR nicht beeinflusst, ist nach Behandlungsende eine praktikable Umstelleung auf Vitamin-K Antagonisten möglich. Die lange Halbwertszeit von ca. 25 Studen für die anti-Xa Aktivität ist vorteilhaft für stabile Wirkstoffspiegel unter Danaparoid. Diese ermöglichen kurzzeitige Unterbrechungen der Therapie z. B. für diagnostische Prozeduren, ohne dass die antikoagulatorische Wirkung abrupt nachlässt.

## Gegenanzeigen
Gemäß der aktuellen Fachinformation darf Danaparoid nicht oder nur nach Abwägung angewendet werden bei Personen, die eine Überempfindlichkeit gegen den Wirkstoff oder einen der Bestandteile des Präparats haben; ein hämorrhagisches zerebrovaskuläres Ereignis in den vergangenen drei Monaten hatten; einen unkontrolliert hohen Blutdruck; ein Magen- bzw. Zwölffingerdarmgeschwür, diabetische Retinopathie haben; oder eine Spinal- oder Epiduralanästhesie oder Lokal-/Regionalanästhesie erhalten.
Folgende Kontraindikationen gelten nicht, wenn der Patient eine HIT hat und keine alternativen antithrombotischen Behandlungen verfügbar sind: schwere hämorrhagische Diathese; schwere Niereninsuffizienz, schwere Leberinsuffizienz; akute bakterielle Endokarditis; kürzliche (< 1 Woche) oder akute Blutung (z. B. intrakraniell, gastrointestinal, intraokulär, pulmonal); Schädigung des Zentralnervensystems, oder des Gehirns, spinale oder ophthalmologische Operationen.